# Ständiger Beobachter des Heiligen Stuhls bei den Vereinten Nationen

Der Ständige Beobachter des Heiligen Stuhls bei den Vereinten Nationen ist ein Vertreter des Heiligen Stuhls bei den Vereinten Nationen. Diese Auslandsvertretung hat nicht den Status einer ständigen Vertretung, da der Heilige Stuhl nicht Mitglied der Vereinten Nationen ist. Seit 1964 hat sie den Status eines Beobachters, wie auch der Staat Palästina, und entsendet seitdem einen ständigen Beobachter.
Der erste ständige Beobachter war der Priester Alberto Giovannetti. Sein Nachfolger war der Priester Giovanni Cheli. Dieser wurde 1978 nach fünf Jahren zum Titularerzbischof ernannt und erhielt den Rang eines Apostolischen Nuntius.

## Ständige Beobachter
- Alberto Giovannetti (1964[1] – 1973)[2]
- Giovanni Cheli (25. Juli 1973–18. September 1986)[3]
- Renato Raffaele Martino (3. Dezember 1986–1. Oktober 2002)
- Celestino Migliore (30. Oktober 2002[4] – 17. Juli 2010)
- Francis Assisi Chullikatt (17. Juli 2010–1. Juli 2014)[5]
- Bernardito Auza (1. Juli 2014–1. Oktober 2019)
- Gabriele Giordano Caccia (seit 16. November 2019)[6]